# Ekona Mbenge
Pour les articles homonymes, voir Ekona.
Ekona Mbenge ou Ekona Town est une localité du Cameroun, située dans l'arrondissement de Muyuka, le département du Fako et la région du Sud-Ouest.

## Historique
Les 17 et 18 juin 2018, la Bataille d'Ekona Mbenge à lieu  lors de la crise anglophone au Cameroun à la suite d'un barrage routier érigé par des séparatistes sur la route reliant les villes de Kumba et de Buéa faisant plusieurs victimes.

## Géographie
La localité est située sur la route nationale 8 (axe Buéa-Kumba) à 12 km au sud-ouest du chef-lieu communal Muyuka.

## Population
En 1953, la population était de 998 habitants. En 1966, Ekona Mbenge comptait 2 962 habitants, principalement des Bakweri. Lors du recensement de 2005, on a dénombré 14 100 personnes.

## Cultes
La paroisse catholique de Saint John Paul II d'Ekona relève de la doyenné de Muyuka du Diocèse de Buéa.

## Économie
En 1972, les plantations d'Ekona s'étendent sur 531 ha pour 1 171 travailleurs permanents, elles produisent bananes, avocats et piments.
Le Centre régional de recherche agricole d'Ekona installé à l'entrée sud de la localité, assure des recherches dans les systèmes de production et de sociologie et d'économie rurales, il dépend de l'Institut de recherche agricole pour le développement (IRAD).
La CDC exploite une plantation de palmier à huile, et une plantation de bananes qui couvre 500 ha.
La carrière d'Ékona constitue un site de production de graviers.